# サラ・ナトチェニー
サラ・ナトチェニー（1987年9月20日 - ）は、アメリカの声優。ロシア系アメリカ人｡

## 概要
- 1987年にニューヨークで産まれた｡
- 2006年から2023年にかけて、英語版サトシの吹き替えを担当。
- 声優だけでなく、俳優やエディターとしても活躍している。

## 出演作

### テレビアニメ
- スーパー4
- 時々ボソッとロシア語でデレる隣のアーリャさん - アリサ・ミハイロヴナ・九条
- ポケットモンスターシリーズ（サトシ、ハナコ）※2006年から劇場版も含む。
- 遊戯王アークファイブ
- ルパート
- 東京リベンジャーズ

### アニメ映画
- ガルパン

### ゲーム
- レゴハリーポッターシリーズ

### CM
- ウェンディーズのCM
- ニコロデオン
- マックカフェ、マクドナルドのCM

### 舞台
- 夏の夜の夢
- 不思議の国のアリス - ドードー、バラ